# Can Palangre
Can Palangre és un edifici del municipi de Vilassar de Mar (Maresme) que forma part de l'Inventari del Patrimoni Arquitectònic de Catalunya.

## Descripció
És un edifici civil format per una planta baixa i un pis, cobert per una teulada de dos vessants amb el carener paral·lel a la façana.
Destaca el portal d'arc de mig punt dovellat i dues finestres del pis que presenten les llindes, els brancals i els llindars realitzats amb carreus de pedra. També hi ha una finestra a la planta baixa, oberta posteriorment.
El conjunt presenta un eix central marcat pel portal i una finestra, i una finestra situada lateralment, de manera que l'estructura de la façana no és simètrica.
L'entorn està malmès per la construcció d'alguns edificis que superen en alçada els altres que formen la línia del carrer.